# Чаоху
Чаоху (кит. спр. 巢湖市, піньїнь: Cháohú Shì) — місто-повіт в центральнокитайській провінції Аньхой, складова міста Хефей.

## Географія
Чаоху розташовується на сході префектури, лежить на Великій Китайській рівнині.

### Клімат
Місто знаходиться у зоні, котра характеризується вологим субтропічним кліматом. Найтепліший місяць — липень із середньою температурою 28.3 °C (82.9 °F). Найхолодніший місяць — січень, із середньою температурою 2.8 °С (37 °F).
| Клімат Чаоху            | Клімат Чаоху | Клімат Чаоху | Клімат Чаоху | Клімат Чаоху | Клімат Чаоху | Клімат Чаоху | Клімат Чаоху | Клімат Чаоху | Клімат Чаоху | Клімат Чаоху | Клімат Чаоху | Клімат Чаоху | Клімат Чаоху |
| Показник                | Січ.         | Лют.         | Бер.         | Квіт.        | Трав.        | Черв.        | Лип.         | Серп.        | Вер.         | Жовт.        | Лист.        | Груд.        | Рік          |
| Середня температура, °C | 2,8          | 4,3          | 9,1          | 15,5         | 20,9         | 24,8         | 28,3         | 28,2         | 23           | 17,5         | 11,2         | 5,1          | 15,9         |
| Норма опадів, мм        | 35.8         | 58.6         | 84.5         | 111.7        | 122          | 163.6        | 187.9        | 118.5        | 90.6         | 65.6         | 57.7         | 30.2         | 1126.7       |
| Днів з опадами          | 8,5          | 9,9          | 12,4         | 13,2         | 12,1         | 11           | 12,4         | 10,7         | 10,9         | 9,4          | 9,5          | 8            | 128          |
| Вологість повітря, %    | 72.9         | 74           | 74.1         | 75.7         | 75.4         | 77.5         | 80.9         | 79.6         | 79.4         | 77           | 75           | 72.4         | 76.2         |
| ----------------------- | ------------ | ------------ | ------------ | ------------ | ------------ | ------------ | ------------ | ------------ | ------------ | ------------ | ------------ | ------------ | ------------ |
| Джерело: Weatherbase    |              |              |              |              |              |              |              |              |              |              |              |              |              |